# Саусельє
Саусельє (ісп. Saucelle) — муніципалітет в Іспанії, у складі автономної спільноти Кастилія-і-Леон, у провінції Саламанка. Населення — 370 осіб (2010).

## Географія
Муніципалітет розташований на португальсько-іспанському кордоні.
Муніципалітет розташований на відстані близько 270 км на захід від Мадрида, 90 км на захід від Саламанки.
На території муніципалітету розташовані такі населені пункти: (дані про населення за 2010 рік)
- Сальто-де-Саусельє: 1 особа
- Саусельє: 369 осіб

## Галерея зображень

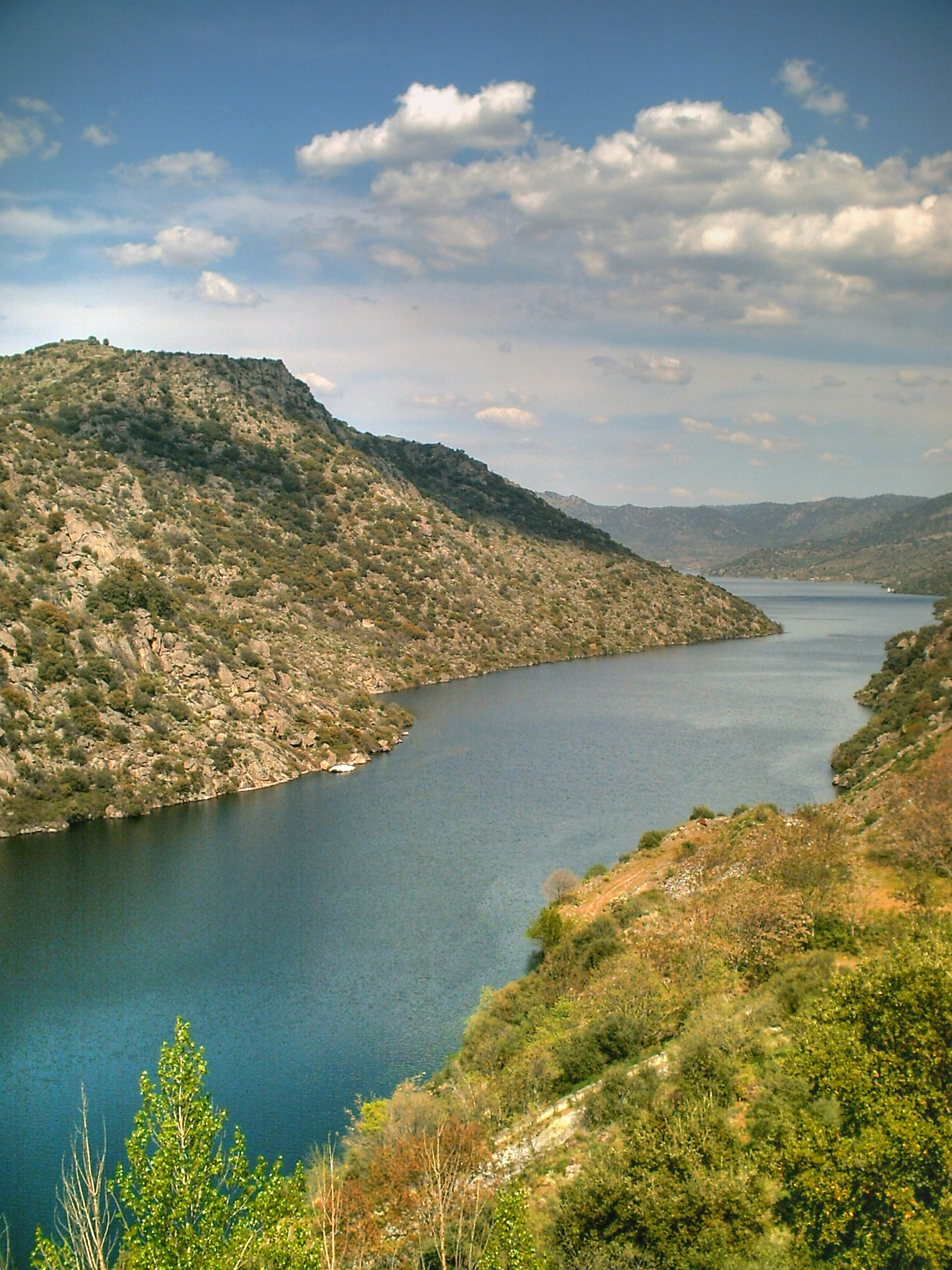

## Демографія
Динаміка населення (INE ):

## Зовнішні посилання
- Провінційна рада Саламанки: індекс муніципалітетів
- Вебсторінка муніципалітету Саусельє
- Посилання на Google Maps